# Matt Poitras
Matthew "Matt" Poitras, född 10 mars 2004, är en kanadensisk professionell ishockeyforward som spelar för Boston Bruins i National Hockey League (NHL).
Han har tidigare spelat för Guelph Storm i Ontario Hockey League (OHL).
Poitras draftades av Boston Bruins i andra rundan i 2022 års draft som 54:e spelare totalt.

## Statistik
| Källa: Utv = Utvisningsminuter Uppdaterad: 2023-10-12 | Källa: Utv = Utvisningsminuter Uppdaterad: 2023-10-12 | Källa: Utv = Utvisningsminuter Uppdaterad: 2023-10-12 |             | Grundserie  | Grundserie  | Grundserie  | Grundserie  | Grundserie  |             | Slutspel    | Slutspel    | Slutspel    | Slutspel    | Slutspel |
| Säsong                                                | Lag                                                   | Liga                                                  | Matcher     | Mål         | Assists     | Poäng       | Utv         | Matcher     | Mål         | Assists     | Poäng       | Utv         |             |          |
| ----------------------------------------------------- | ----------------------------------------------------- | ----------------------------------------------------- | ----------- | ----------- | ----------- | ----------- | ----------- | ----------- | ----------- | ----------- | ----------- | ----------- | ----------- | -------- |
| 2018–2019                                             | Whitby Wildcats U15                                   | ETA                                                   | 16          | 8           | 6           | 14          | 39          | —           | —           | —           | —           | —           |             |          |
| 2019–2020                                             | Whitby Wildcats U16                                   | ETA                                                   | 36          | 26          | 42          | 68          | 28          | 8           | 4           | 8           | 12          | 6           |             |          |
|                                                       | Whitby Wildcats U18                                   | ETA                                                   | —           | —           | —           | —           | —           | 1           | 0           | 0           | 0           | 2           |             |          |
| 2020–2021                                             | Guelph Storm                                          | OHL                                                   | Spelade ej. | Spelade ej. | Spelade ej. | Spelade ej. | Spelade ej. | Spelade ej. | Spelade ej. | Spelade ej. | Spelade ej. | Spelade ej. | Spelade ej. |          |
| 2021–2022                                             | Guelph Storm                                          | OHL                                                   | 68          | 21          | 29          | 50          | 58          | 5           | 1           | 3           | 4           | 6           |             |          |
| 2022–2023                                             | Guelph Storm                                          | OHL                                                   | 63          | 16          | 79          | 95          | 40          | 6           | 2           | 4           | 6           | 4           |             |          |
| 2023–2024                                             | Boston Bruins                                         | NHL                                                   | 1           | 0           | 1           | 1           | 0           | —           | —           | —           | —           | —           |             |          |
| NHL totalt                                            | NHL totalt                                            | NHL totalt                                            | 1           | 0           | 1           | 1           | 0           | —           | —           | —           | —           | —           |             |          |
| WHL totalt                                            | WHL totalt                                            | WHL totalt                                            | 131         | 37          | 108         | 145         | 98          | 11          | 3           | 7           | 10          | 10          |             |          |